# Carme Mir i Llusada
Carme Mir i Llusada, coneguda pel nom comercial de Carmen Mir, (Balsareny, Bages, 1903 - Barcelona, 28 de gener de  1986) fou una dissenyadora de moda manresana.
De família manresana, va néixer a Balsareny, on residia temporalment a causa de la feina del seu pare, que es dedicava a muntar fàbriques. L'any 1940 obrí la seva casa taller a Manresa, on treballaven 35 noies, entre aprenentes i oficiales. Durant els anys seixanta i primers setanta fou la creadora d'alta costura que més seguí les tendències renovadores del moment. Esdevingué una de les modistes d'alta costura més destacades d'Espanya. Vestia models i dames de l'alta societat. La seva firma d'alta costura s'instal·là a Barcelona, a la Rambla de Catalunya i al carrer de Provença. A Madrid tingué dues cases de costura, a la Puerta del Sol i al carrer d'Alcalá.
Va fer el salt internacional en la Fira Mundial de Nova York l'any 1965, on s'endugué models catalanes, fet inusual a l'època. A Houston vestí el personal de l'Ajuntament. L'any 1968 va ser també l'encarregada de dissenyar l'uniforme dels atletes espanyols als Jocs Olímpics de Mèxic.
A primers dels setanta fou una de les modistes més creatives i innovadores: s'inspirava en corrents pictòrics. Dona de caràcter emprenedor i arriscada, fou una gran creadora de talent, amb una gran projecció internacional: les seves col·leccions desfilaren per Europa, Austràlia, i els Estats Units.
La Col·lecció tèxtil Antoni de Montpalau conserva una sèrie de vestits emblemàtics de la seva producció.